# M/S Fryken
M/S Fryken är ett svenskt lastfartyg, som byggdes 1938 på Aalborg Værft i Danmark.
M/S Fryken byggdes för Ångbåts AB Ferm i Kristinehamn och gick i trafik för Broströms mellan Vänern och Göteborg och Storbritanniens östkust. Under andra världskriget  fraktade hon först gods mellan norra Sverige och Tyskland och var upplagd i Stockholm från 1941. Mellan 1946 och 1961 seglade hon på Nordsjön, för att därefter säljas till Finland.
År 1986 köptes hon av Göteborgs maritima centrum för att bli museifartyg. Hon är k-märkt.